# Hydropsyche tibilais
Hydropsyche tibilais är en nattsländeart som beskrevs av Mclachlan 1884. Hydropsyche tibilais ingår i släktet Hydropsyche och familjen ryssjenattsländor. Inga underarter finns listade i Catalogue of Life.